# Stobenstraße 14 (Quedlinburg)

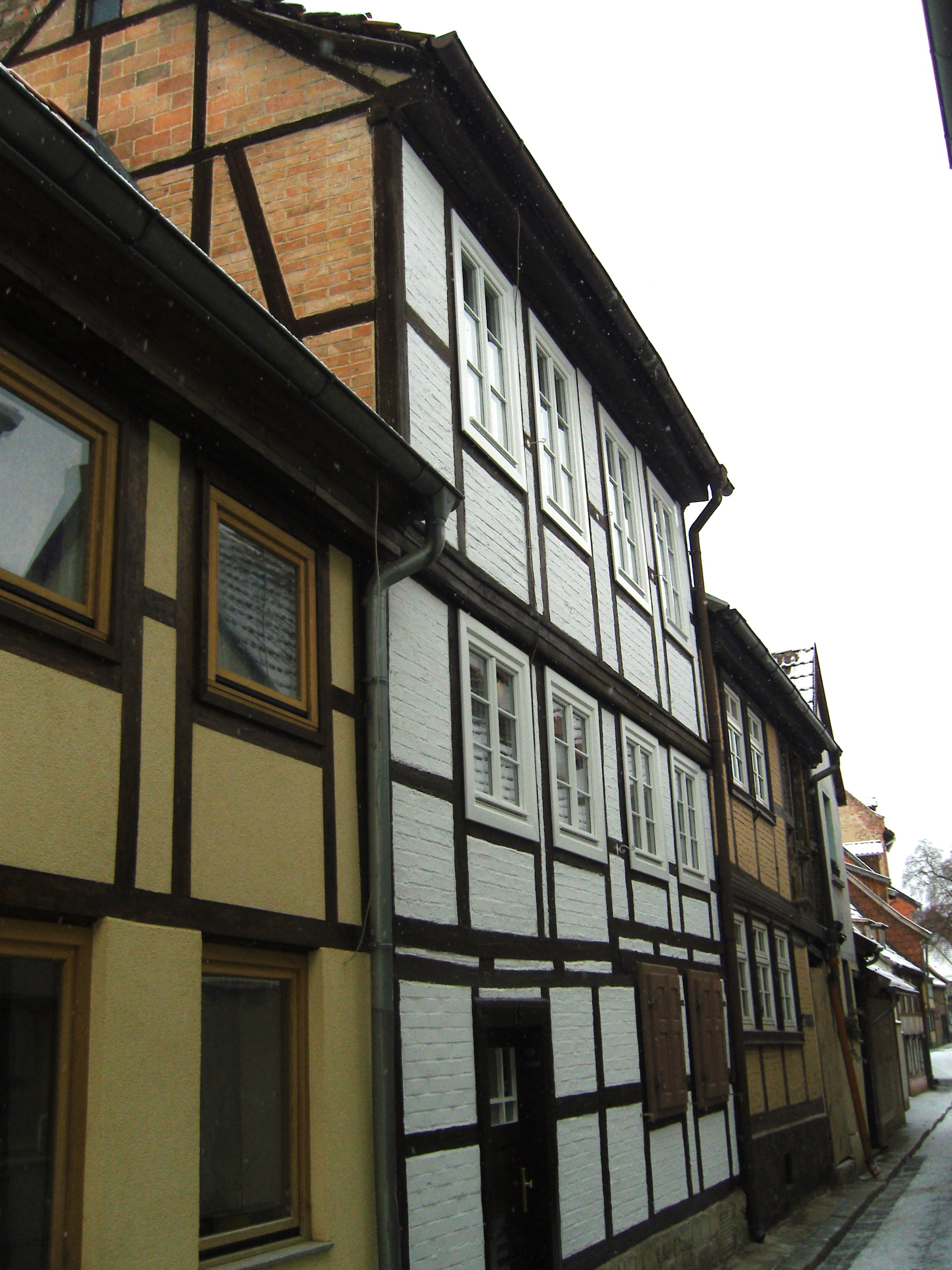
Haus Stobenstraße 14

Das Haus Stobenstraße 14 ist ein denkmalgeschütztes Gebäude in der Stadt Quedlinburg in Sachsen-Anhalt.

## Lage
Es befindet sich im nordwestlichen Teil der historischen Quedlinburger Neustadt und gehört zum UNESCO-Weltkulturerbe. Im Quedlinburger Denkmalverzeichnis ist es als Wohnhaus eingetragen. westlich schließt sich das gleichfalls denkmalgeschützte Haus Stobenstraße 15 an.

## Architektur und Geschichte
Das zweigeschossige Fachwerkhaus entstand in der Zeit um 1800. Das die umgebende Bebauung überragende Gebäude verfügt im Unterstock über ein Zwischengeschoss. Das Fachwerk präsentiert sich als regelmäßig und schmucklos.